# 新篠津村営バス

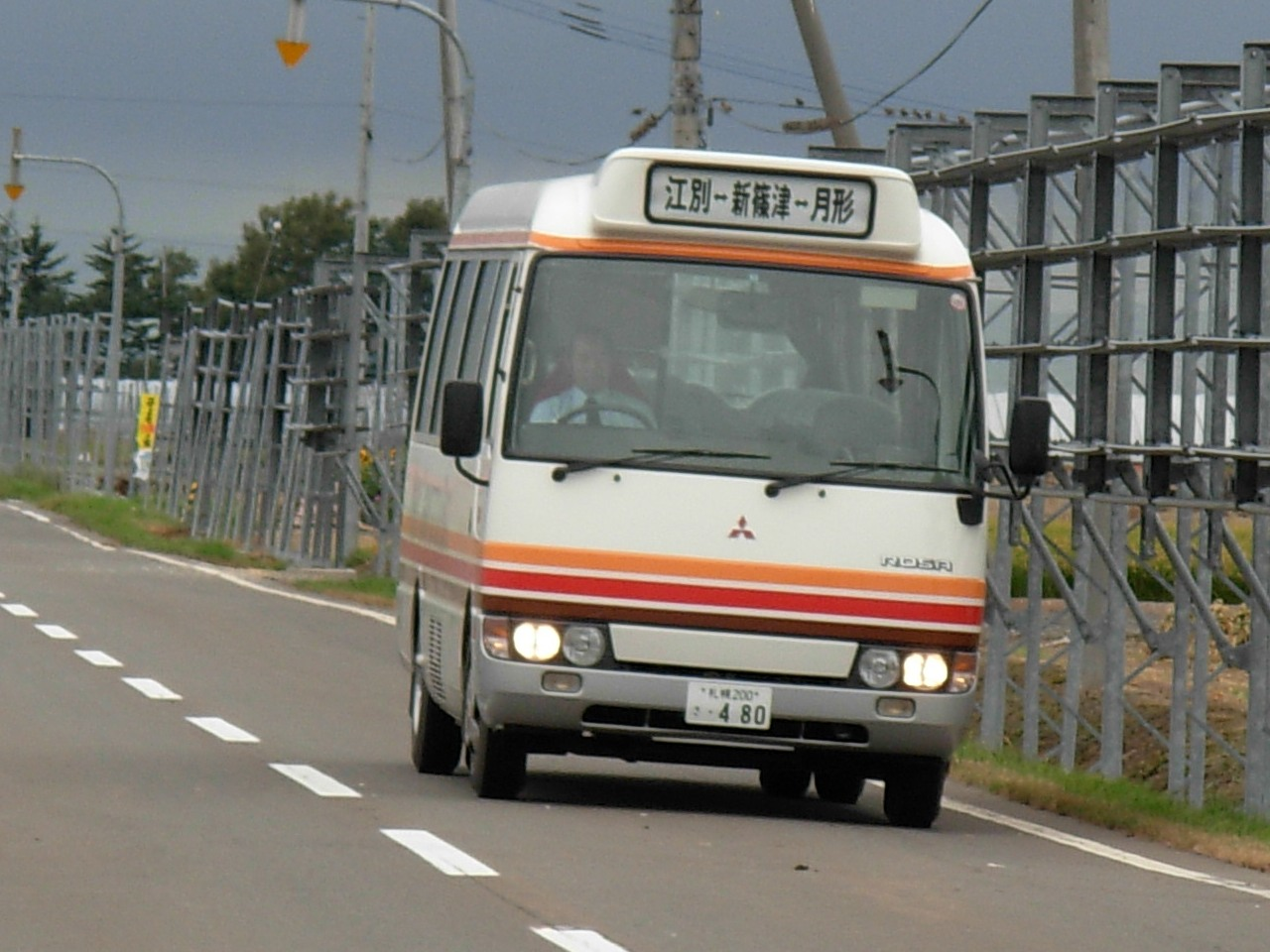
新篠津村営バスの車両（マイクロバス） 新篠津村・江別市境界付近にて

新篠津村営バス（しんしのつそんえいバス）は、北海道の石狩郡新篠津村が運営している自治体バス（廃止代替バス）である。車両や停留所には愛称のニューしのつバスの名称が用いられる。

## 概要
新篠津村内に乗り入れていた北海道中央バス（中央バス）の路線バスが撤退するのに伴い、村が路線を引き継いだ。道路運送法78・79条（旧80条）の適用を受け登録された自家用車を用いて当別町、江別市、月形町へ運行する。

## 路線
2023年（令和5年）4月1日現在。土曜・日曜・祝日・休校日は全便運休する。

### 新篠津・当別高校線（運休）
- 新篠津役場前 - 浄楽寺 - 沼川 - 基線 - 東裏小学校 - 当別入口 - 樺戸通 - 当別駅前 - 当別高校

1990年（平成2年）より運行。主に北海道道81号岩見沢石狩線の2区画南を経由する。2022年（令和4年）度より休止中。
中央バス当新線（当別ターミナル - 新篠津市街）は、1984年（昭和59年）3月31日時点で8往復運行。1990年（平成2年）4月1日付で廃止されている。

### 江別・月形線
- 江別駅前 - 石狩大橋 - 美原 - 今田前 - 浄楽寺 - 新篠津診療所前 - 新篠津役場前 - コミュニティプラザ第1 - 知来乙入口 - 月形駅前 - 月形高校

1992年（平成4年）より運行。主に北海道道139号江別奈井江線、北海道道1121号月形幌向線を経由。全線直通のほか新篠津 - 江別および月形の区間便を運行。
中央バス江別・月形線（江別ターミナル - 新篠津市街 - 月形駅前）は、1984年（昭和59年）3月31日時点で全線直通を5往復、江別 - 新篠津間を4往復、新篠津 - 月形間を1往復運行。新篠津市街 - 月形駅前間は1992年（平成4年）4月1日付で、江別ターミナル - 新篠津市街間は同年4月8日付で廃止されている。

### 村内循環線（廃止）
- 第1・2・5・中央方面：第44線北2号 - しんしのつ温泉（火曜日のみ運転）
- 第3・4方面：第42線北2号 - しんしのつ温泉 - 第47線北2号（木曜日のみ運転）

2014年（平成26年）度の運行をもって廃止、福祉ハイヤーに代替された。

## 運賃
車内にて現金または回数券で精算。回数券は新篠津村役場または車内で発売する。

## 車両
マイクロバスのほか、乗車定員10人以下の普通自動車も使用する。